# 罗陈乡
罗陈乡，是中华人民共和国河南省信阳市光山县下辖的一个乡镇级行政单位。

## 行政区划
罗陈乡下辖以下地区：
罗陈街社区、百步村、陈岗村、大刘村、韩岗村、金星村、卢河村、罗陈村、坪塘村、青山村、石佛村、杨湾村、张楼村和周湾村。